# Harold Timmins
Pour les articles homonymes, voir Timmins (homonymie).
Harold Aberdeen Watson Timmins (né le 14 avril 1895, et mort le 29 juillet 1966) était un politicien et juriste canadien.
Timmins est né à Alliston, Ontario, le fils de James S. Timmins et de Charlotte Amelia Watson, et a grandi dans le quartier Parkdale de Toronto où il a fréquenté le Parkdale Collegiate Institute avant d'étudier à l' Université de Toronto et à la Osgoode Hall Law School . Il a été admis au Barreau de l'Ontario en 1920. Timmins a été nommé conseiller du roi en 1942.
Il a servi dans l'Armée canadienne comme artilleur pendant la Première Guerre mondiale et a été blessé à la bataille d'Arras .
Avocat de profession, il est aussi conférencier à la Osgoode Hall Law School sur le droit des contrats et les privilèges . Timmins était un conseiller municipal populaire du conseil municipal de Toronto représentant le quartier six de Parkdale de 1944 à 1946 lorsqu'il s'est présenté à une élection partielle fédérale à Parkdale . Il a été élu député progressiste-conservateur et a siégé à la Chambre des communes du Canada jusqu'à sa défaite aux élections fédérales de 1949 par John Hunter des libéraux dans ce qui était considéré comme une victoire bouleversée car Parkdale avait été un siège conservateur sûr depuis sa création avec l'élection fédérale de 1917.
Pendant son séjour à la Chambre des communes à Ottawa, Timmins a défendu la construction de logements pour les anciens combattants et la création d'un plan national de santé.
En 1958, il a été nommé juge à la Cour du comté de York. Auparavant, il avait été magistrat général en Ontario et arbitre officiel à Toronto pendant trois ans.